# Ågerups säteri, Sjöbo kommun
Ågerups säteri är en herrgård i karolinsk stil, belägen i Sjöbo kommun, cirka fyra kilometer sydväst om Blentarp.
Ågerups säteri är omnämnt sedan medeltiden då egendomen ägdes av danska kungafamiljen och hörde samman med Häckeberga. 1788 köptes Ågerup av greve Carl Gustav Piper på Sövdeborg.